# 菅井秀郎
菅井 秀郎（すがい ひでお、1944年 - ）は、日本の工学者、名古屋大学大学院工学研究科教授、中部大学客員教授。

## 来歴
宮城県に生まれる。宮城県古川高等学校卒業。東北大学工学部卒業。東北大学大学院工学研究科修士課程修了。

## 著書
- 「プラズマエレクトロニクス」
- 「電気磁気学」